# Съвременна архитектура
Съвременната архитектура е архитектурата на 21-ви век или по времето на писане на дадена статия, например от 20-и век. Архитектите работят в няколко различни стила, като нито един не е доминиращ: от постмодернизма, високотехнологичната архитектура и новите интерпретации на традиционната архитектура до силно концептуални форми и дизайни, наподобяващи скулптура в огромен мащаб. Някои от тези стилове и подходи използват много съвременни технологии и съвременни строителни материали, като тръбни конструкции, които позволяват изграждането на сгради, които са по-високи, по-леки и по-здрави от предишните; други стилове приоритизират природните и екологични материали като камък, дърво и вар. Една обща технология за повечето форми на съвременната архитектура е компютърно подпомаганият дизайн; той позволява сградите да се проектират и моделират на компютри в три измерения и да се конструират по-бързо и точно.